# シェフィールド大学
座標: 北緯55度56分50.6秒 西経3度11分13.9秒 / 北緯55.947389度 西経3.187194度
シェフィールド大学（The University of Sheffield、略称TUOS）はイギリス・イングランドの中部地方に位置するサウス・ヨークシャー州シェフィールド市を拠点とする国立大学である。イギリスの大規模研究型大学24校で構成されるラッセル・グループの一員であり、赤レンガ大学群と呼ばれる事がある。
2012年にQS社（Quacquarelli Symonds）が発行したQS世界大学ランキングでは、イギリス11位、欧州20位、世界66位と評価されている。これまでにペニシリンの抽出でノーベル生理学・医学賞を受賞したハワード・フローリー、フラーレンの発見でノーベル化学賞を受賞したハロルド・クロトーなど、大学関係者から8人のノーベル賞受賞者を輩出している。

## 沿革

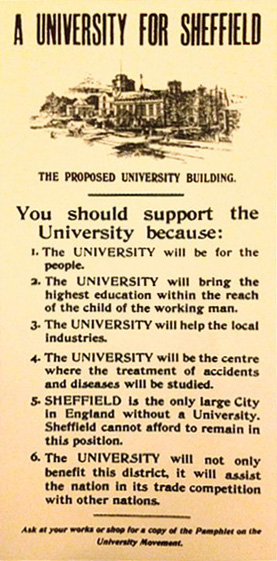
1904/1905年に使用された募金依頼ポスター。炭坑夫、工場夫等から約£50,000（現在の価値で£15,000,000）が募金された。

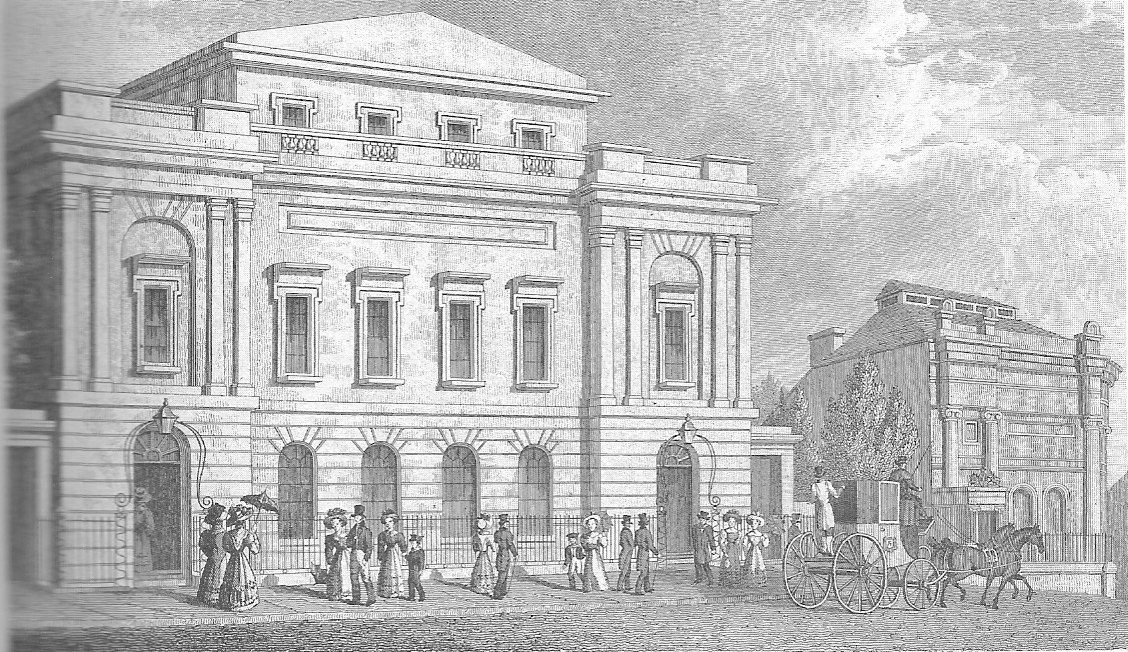
1828年に設置されたシェフィールド医学校

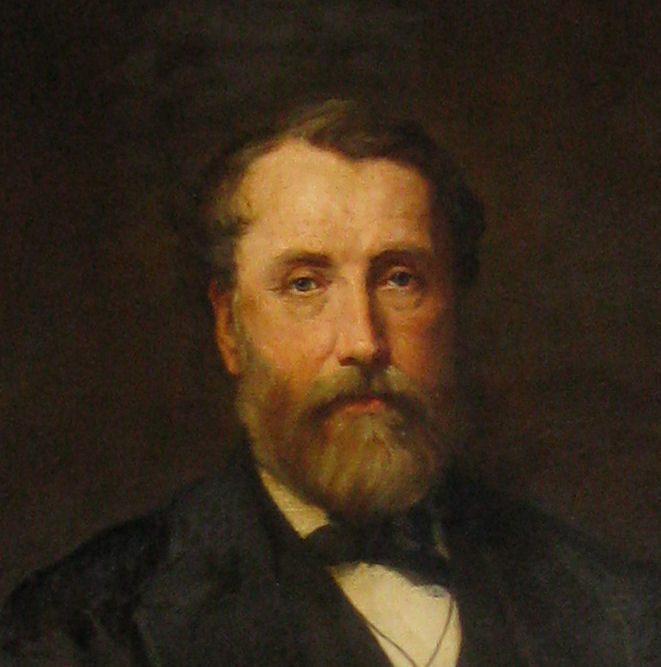
ファース・カレッジの設立者マーク・ファース

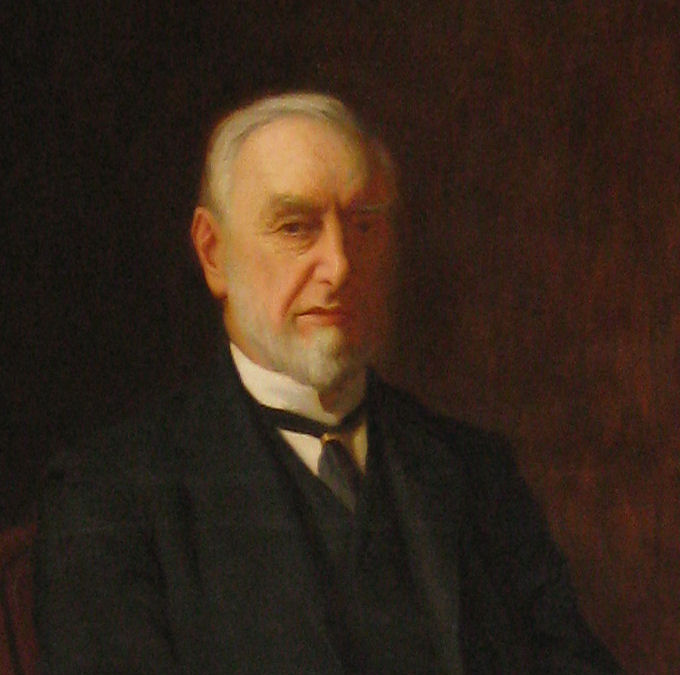
マッピン・ビルディングの設立者サー・フレデリック・マッピン

シェフィールド大学は元々3つのカレッジの合併によって建てられた。シェフィールド医学校は1828年に設立され、続いてファース・カレッジが鉄鋼業者のマーク・ファース(Mark Firth)によって1879年に芸術科学の分野を教えるために設立された。その後マーク・ファース(Mark Firth)は他のどのカレッジも教えていなかった応用科学を教えるためのシェフィールド・テクニカル・スクールを1884年に設立するため援助をした。この3つの教育機関は1897年に統合され、ユニバーシティ・カレッジ・オブ・シェフィールドとなった。
元々、ユニバーシティ・カレッジ・オブ・シェフィールドはビクトリア大学（連邦大学）の4番目のメンバーとして、マンチェスター、リバプール、リーズに続いて加わると想定されていた。しかしながら、ビクトリア大学はこの構想が実現する前に分裂し始め、ユニバーシティ・カレッジ・オブ・シェフィールドは自ら勅許を1905年に受け、シェフィールド大学に変わっていった。出身や宗教にとらわれず実用的な分野の教育・研究を重視しようとした創立背景は、同時期にイングランドの主要工業都市において創立された5大学（マンチェスター大学、リバプール大学、ブリストル大学、リーズ大学、バーミンガム大学）や、1810年にプロイセン王国において創立されたフンボルト大学ベルリンに近いとされる。1905年にはフルタイムの生徒が200名だったが、大学は1950年代までゆっくりと成長を遂げ、そして1960年代には急激な大学の規模拡大が始まった。多くの新しい建物（有名なアーツ・タワーを含め）が建てられ、学生の数は現在の学生数の24000名弱ほどまで増えた。1987年に、大学はビクトリア連邦大学のメンバーになる予定であった他大学と協力し合い、海外留学生の教育・雇用のための連携をとるNorthern Consortiumを始めた。
1995年、大学は医学部を拡大し、Sheffield and North Trent College of Nursing and Midwiferyを引継いだ。2005年South Yorkshire Strategic Health Authorityはシェフィールドとシェフィールド・ハラム大学間のトレーニングを分けると発表した。しかしながら大学はNursingとMidwifery Trainingの登録を、費用と運営上の問題から撤退することを決定した。

## 評価

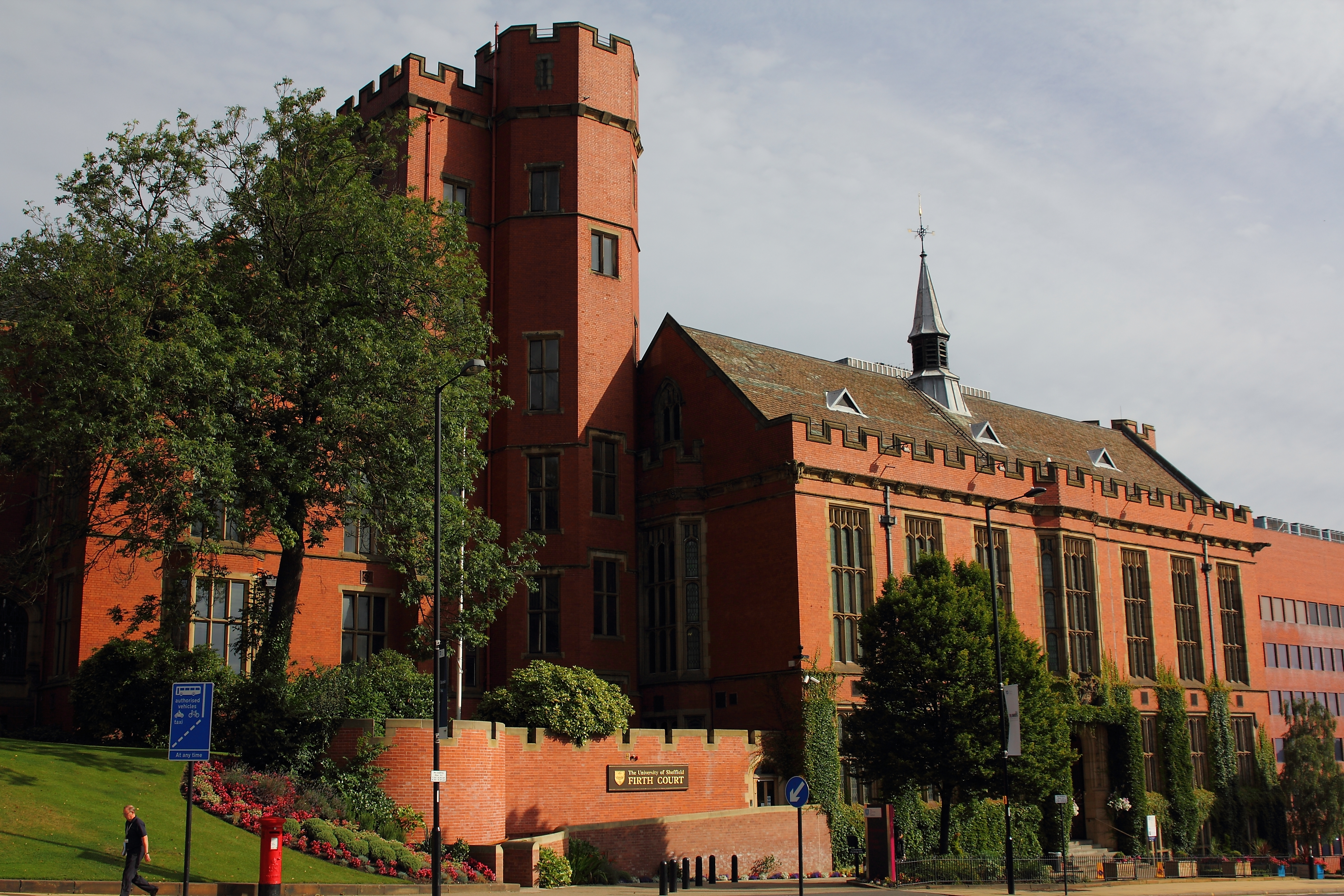
ファース・コート(Firth Court)

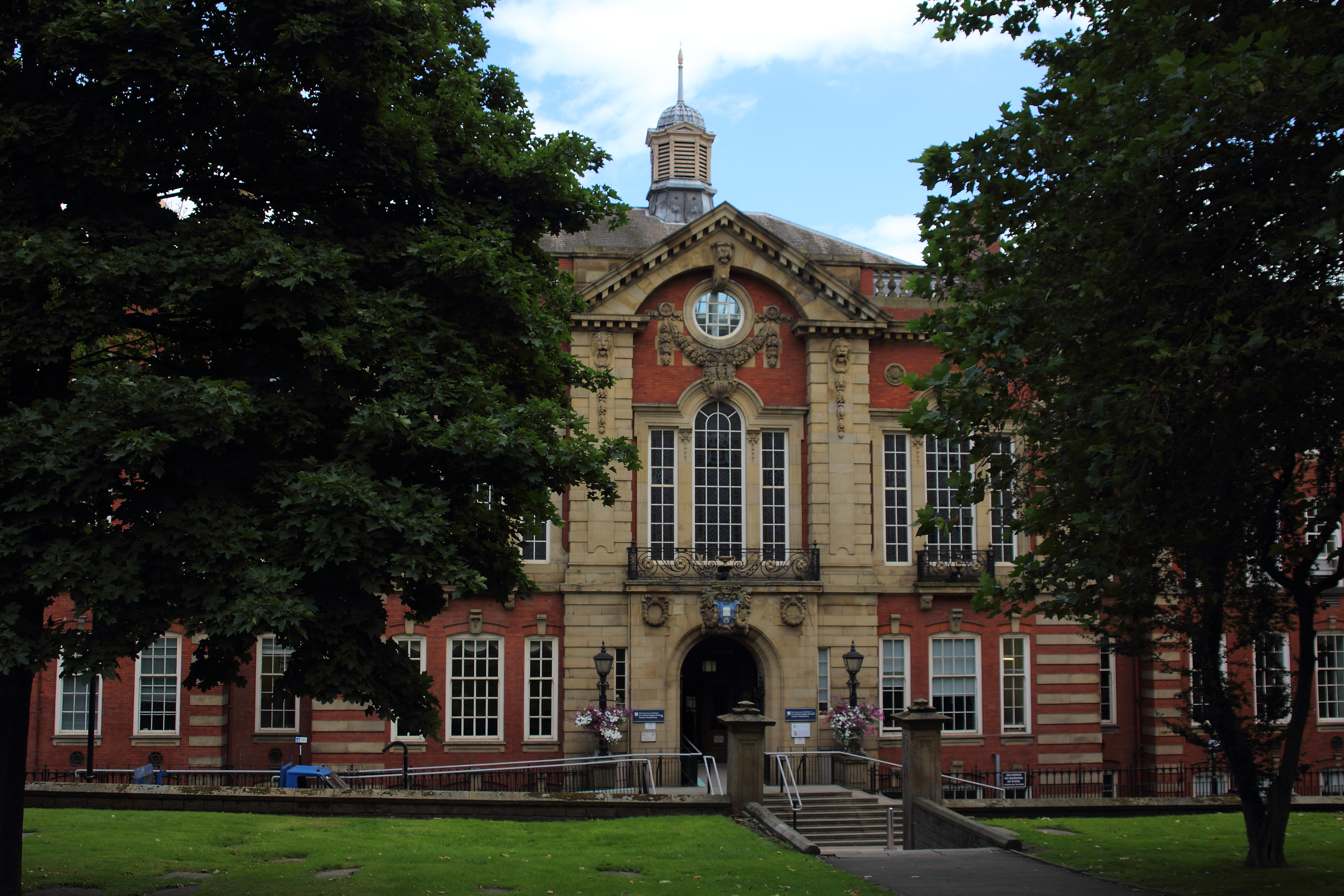
サー・フレデリック・マッピン・ビルディング　夏季（Sir Frederick Mappin Building）.

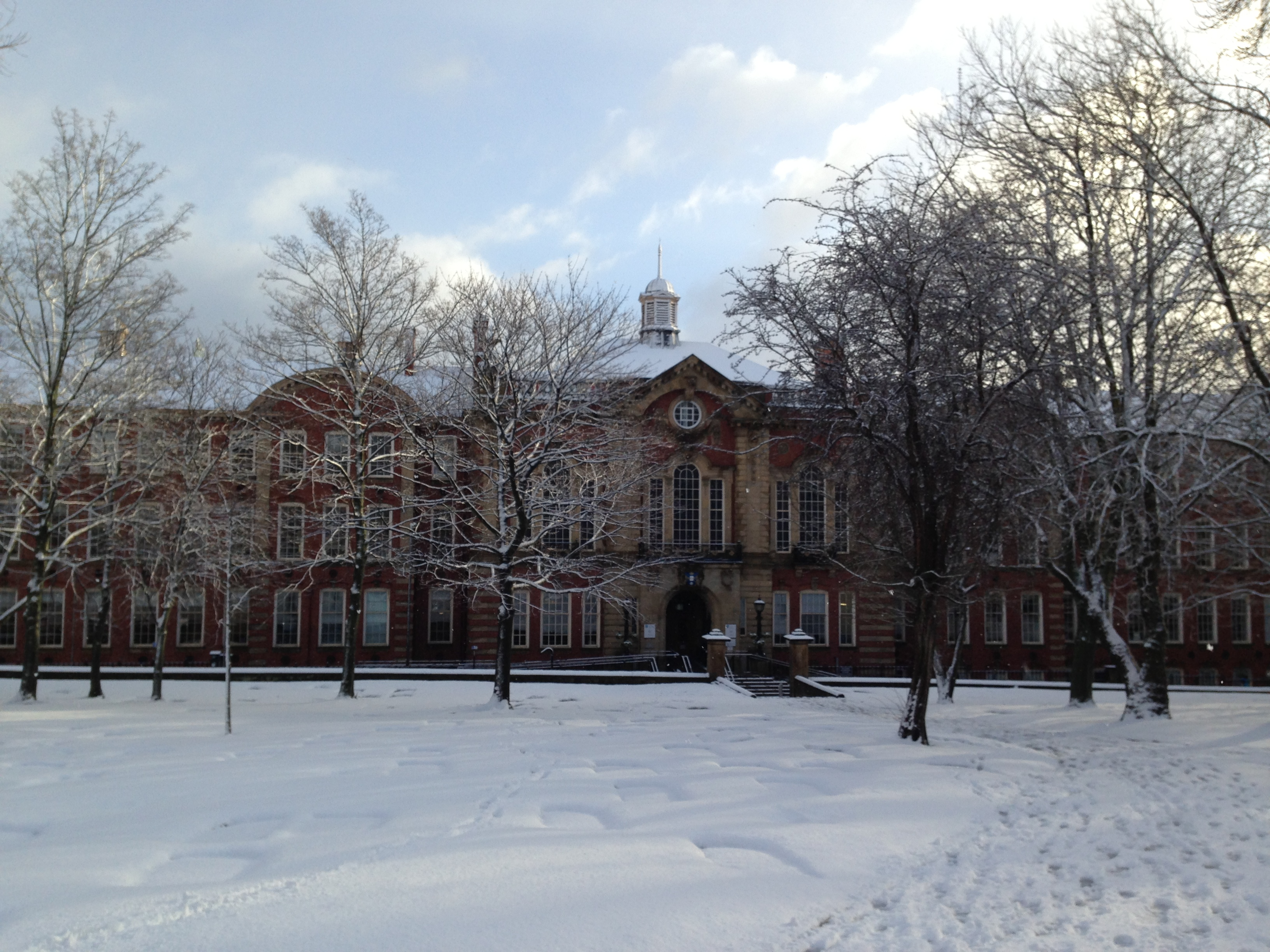
サー・フレデリック・マッピン・ビルディング　冬季（Sir Frederick Mappin Building）.

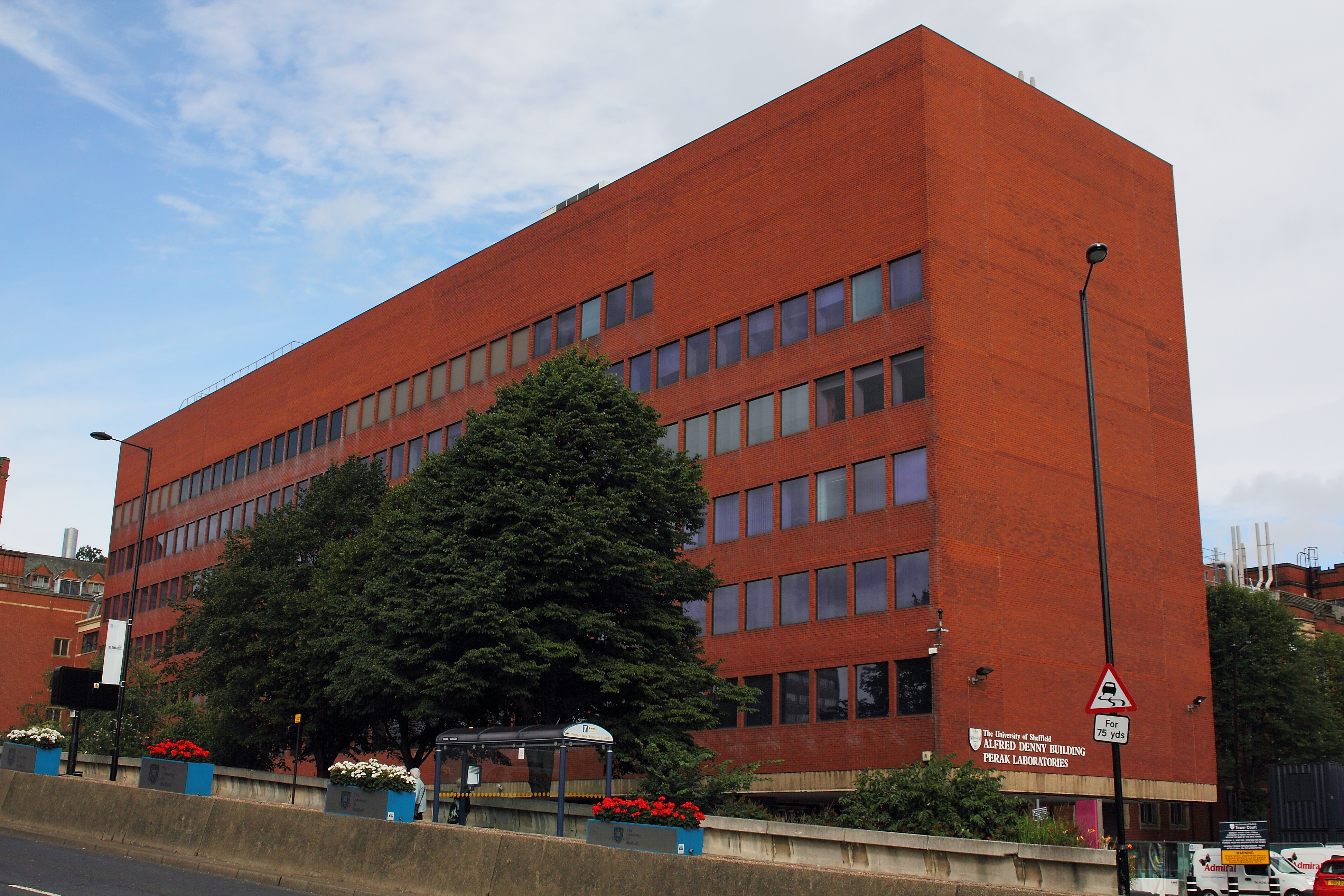
アルフレッド・デニー・ビルディング（Alfred Denny Building）

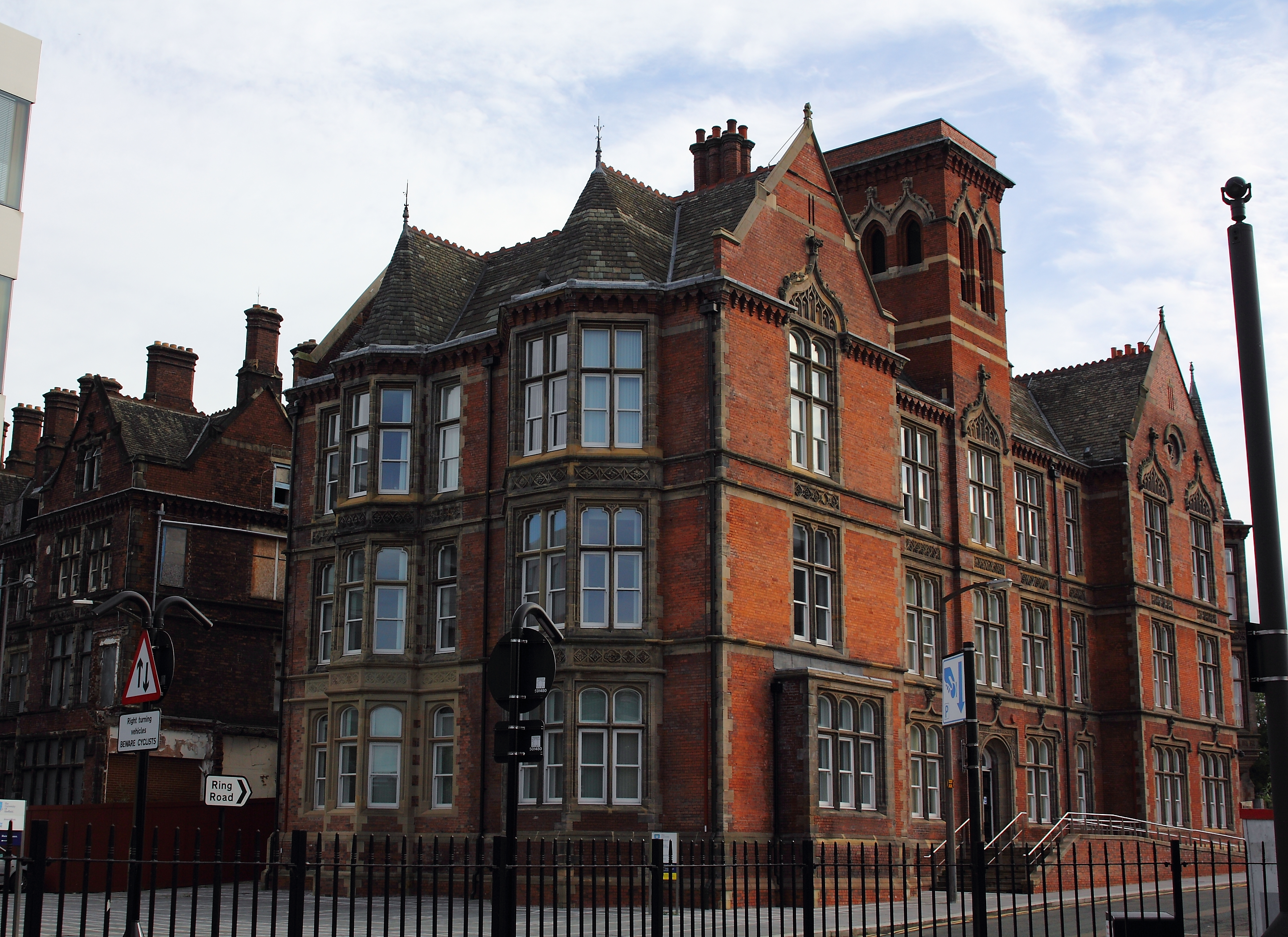
ジェソップ・ビルディング（Jessop Building）

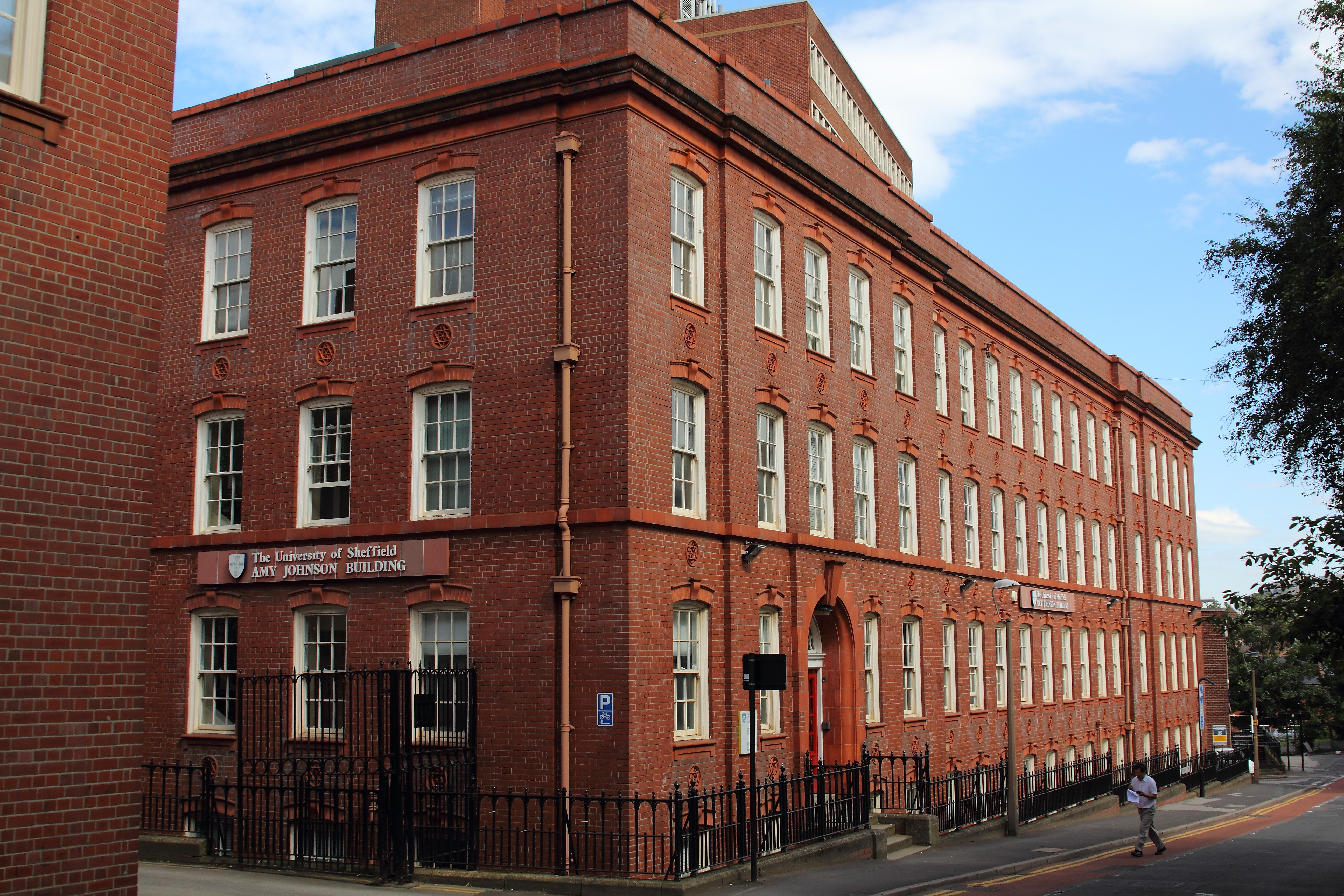
エイミー・ジョンソン・ビルディング（Amy Johnson Building）

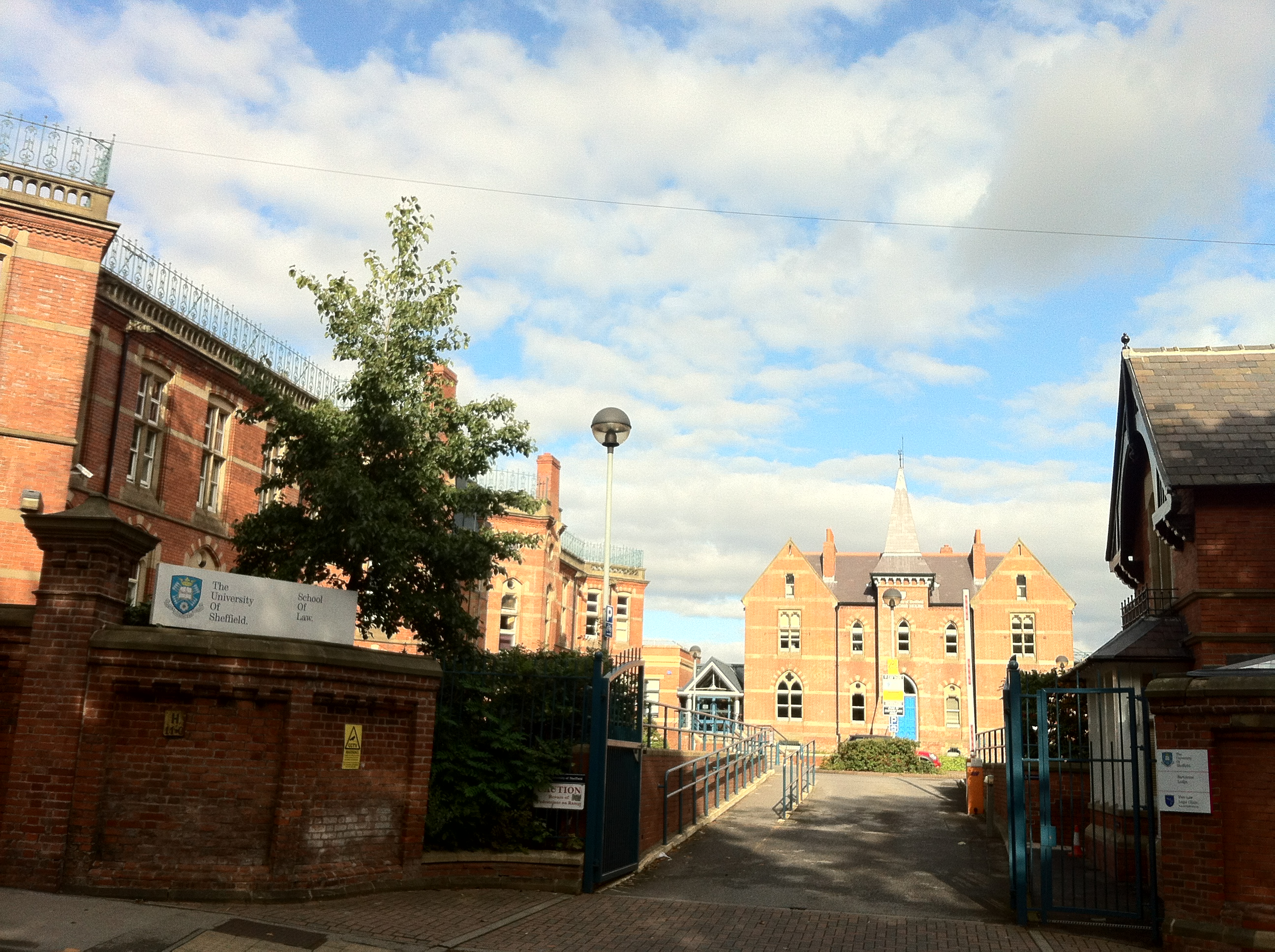
バルトロメ・ハウス（Bartolome House）School of Law

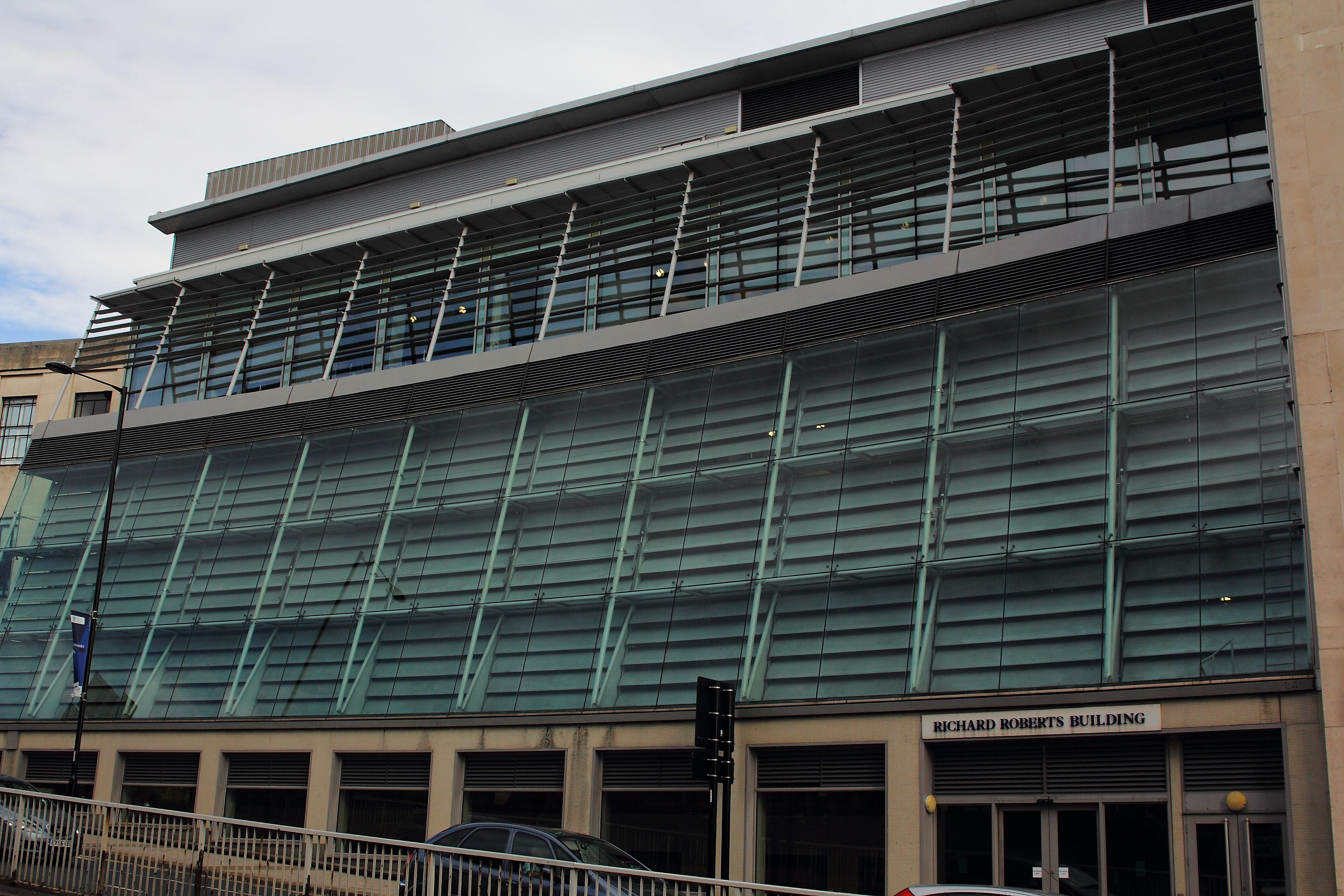
リチャード・ロバーツ・ビルディング（Richard Roberts Building）

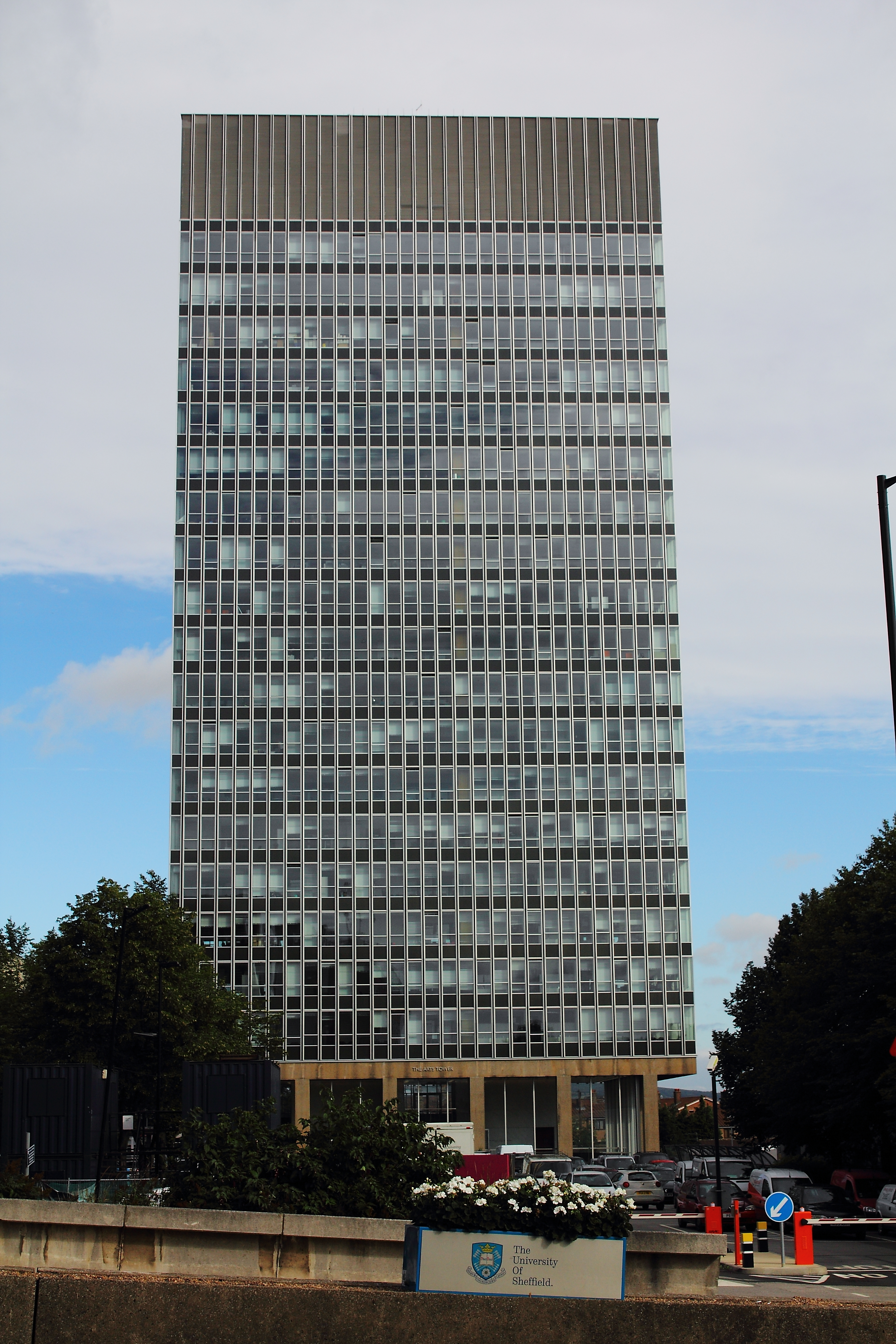
アーツ・タワー（Arts Tower)

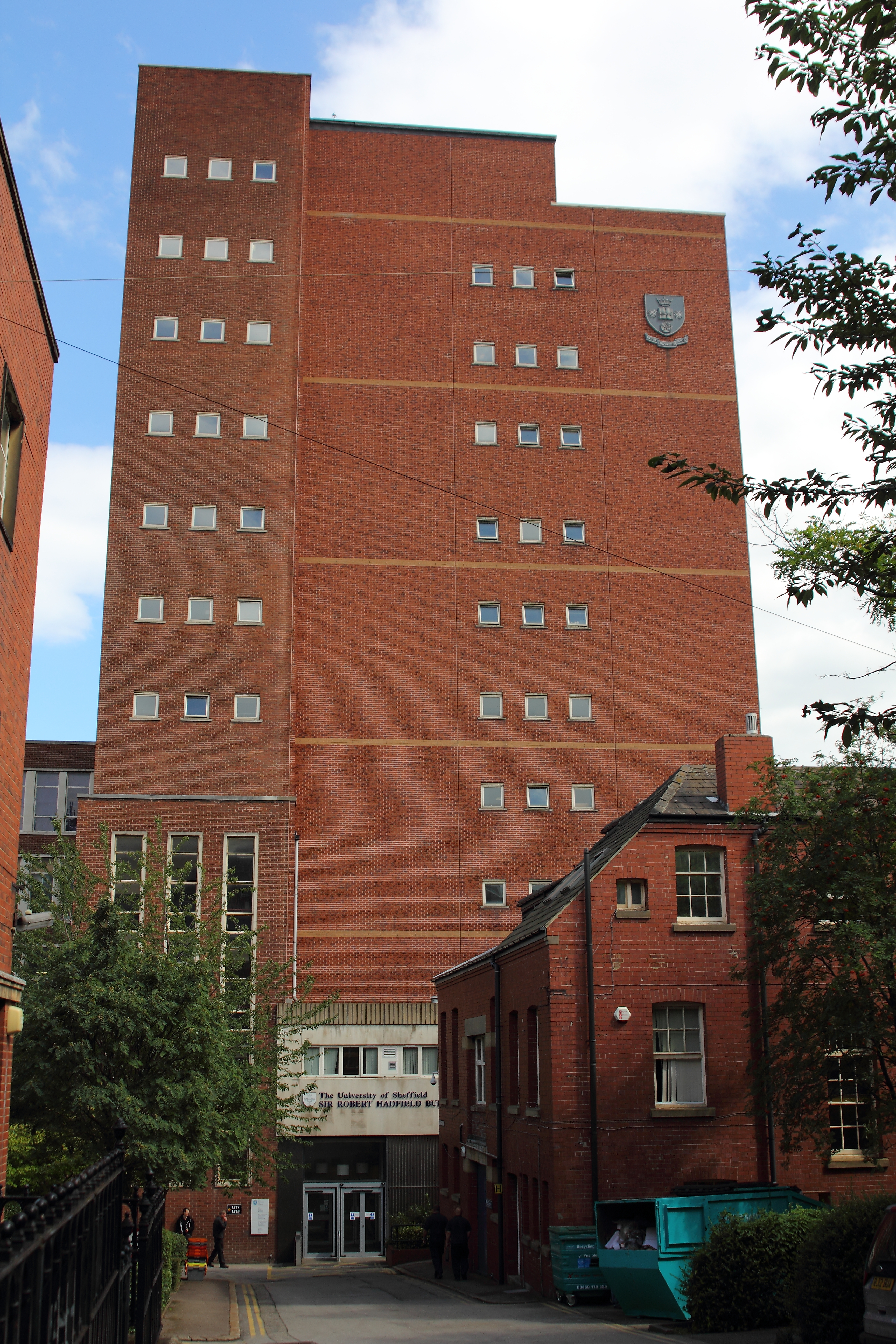
サー・ロバート・ハドフィールド・ビルディング（Sir Robert Hadfield Building）

### 研究水準
2008年に発表された研究評価事業 （Research Assessment Exercise (RAE)) によると、評価された49の研究分野中41分野において構成する項目の50%以上が最高位の「4* 世界を先導する研究（World-leading）」又は「3* 国際的に優れている研究（Internationally excellent）」とされ、これはラッセルグループ内において上位10校に位置する研究力と評価された。

### 入学水準
ハイアー・エデュケーション・ファンディング・カウンシル（Higher Education Funding Council (HEFCE) ）が発表した2009/10年のデータによると、一般教育修了上級レベル（GCE A-レベル）の成績において、AAB以上を取得した生徒が進学した率の最も高い上位12校のうちの1校であった。この結果に基付いて英紙テレグラフ（The telegraph）は当12校をイングリッシュ・アイビーリーグ（English Ivy league）と呼んでいる。

### 教育水準
1993年から2001年にかけて実施された教育水準評価（Teaching Quality Assessments)によると提出された分野の約75%が最高評価の"excellent"（24点中22点以上が最高評価の"excellent"）と評価された。これは全英で第3位の結果であった。

### ユニバーシティ・オブ・ザ・イヤー
2001年にサンデータイムズ・ユニバーシティ・オブ・ザ・イヤー（Sunday Times University of the Year）に選出され、また2011年タイムズ・ハイアー・エデュケーション（Times Higher Education）によってユニバーシティ・オブ・ザ・イヤー2011（University of the Year 2011）に選出されている。

### 総合ランキング
|      | 2012年            | 2011年     | 2010年     | 2009年    | 2008年    | 2007年    | 2006年     | 2005年     |
| ---- | ----------------- | ---------- | ---------- | --------- | --------- | --------- | ---------- | ---------- |
| QS   | 66位/11位         | 72位/14位  | 69位/10位  | 82位/14位 | 76位/13位 | 68位/12位 | 102位/14位 | 102位/13位 |
| THE  | 110位/13位        | 101位/13位 | 137位/19位 |           |           |           |            |            |
| ARWU | 101-150位/10-14位 | 97位/10位  | 88位/10位  | 81位/9位  | 77位/8位  | 72位/8位  | 69位/8位   | 65位/8位   |

### 分野別ランキング
2013年にザ・タイムズ（The Times）が実施した分野別調査によると、航空工学、機械工学、政治学、都市計画及造園学、図書館情報学の5分野において全英上位3位内であると評価された。
|                                | 2013年   | 2012年   | 2011年   | 2010年   |
| <人文科学系>                   |          |          |          |          |
| ------------------------------ | -------- | -------- | -------- | -------- |
| 考古学                         | 18位/51  | 18位/50  | 6位/47   | 7位/44   |
| 神学・宗教学                   | 9位/38   | 10位/37  | 9位/37   | 9位/37   |
| 英語学                         | 25位/103 | 21位/101 | 12位/99  | 23位/98  |
| フランス語学                   | 11位/49  | 5位/49   | 4位/51   | 9位/48   |
| ドイツ語学                     | 18位/36  | 20位/37  | 23位/36  | 23位/36  |
| イベリア語学                   | 19位/45  | 15位/45  | 6位/45   | 8位/43   |
| 歴史学                         | 9位/91   | 12位/90  |          | 11位/88  |
| 言語学                         | 8位/26   | 10位/25  | 7位/26   |          |
| 音楽学                         | 12位/73  | 5位/72   | 8位/66   | 11位/63  |
| 哲学                           | 8位/46   | 7位/47   | 9位/47   | 6位/50   |
| ロシア語・東ヨーロッパ言語学   | 8位/14   | 11位/16  | 8位/14   | 6位/13   |
| <工学系>                       |          |          |          |          |
| 航空工学                       | 3位/42   | 2位/37   | 4位/37   | 4位/39   |
| 生物工学                       | 4位/90   | 3位/87   | 3位/86   | 5位/88   |
| 化学工学                       | 12位/20  | 11位/20  | 4位/20   | 8位/20   |
| 土木工学                       | 4位/52   | 5位/49   | 4位/45   | 3位/43   |
| 電気電子工学                   | 5位/62   | 4位/65   | 5位/64   | 7位/63   |
| コンピュータ科学               | 20位/106 | 23位/105 | 11位/102 | 21位/103 |
| 材料工学                       | 4位/18   | 4位/17   | 5位/18   | 7位/16   |
| 機械工学                       | 3位/60   | 3位/62   | 2位/63   | 8位/57   |
| <医歯看学系>                   |          |          |          |          |
| 歯学                           | 9位/13   | 5位/13   | 2位/13   | 4位/13   |
| 医学                           | 12位/31  | 17位/30  | 24位/30  | 24位/30  |
| 医学関連                       | 11位/78  | 7位/82   | 7位/79   | 16位/79  |
| <自然科学系>                   |          |          |          |          |
| 数学                           | 30位/69  | 26位/67  | 19位/68  | 16位/67  |
| 化学                           | 7位/50   | 9位/49   | 9位/50   | 6位/46   |
| 物理・天文学                   | 13位/44  | 11位/43  | 7位/41   | 6位/42   |
| 心理学                         | 11位/105 | 5位/104  | 6位/102  | 11位/102 |
| <社会科学系>                   |          |          |          |          |
| 建築学                         | 4位/47   | 3位/45   | 3位/43   | 3位/43   |
| 東及び南アジア研究学           | 7位/11   | 5位/12   | 6位/10   | 6位/9    |
| 経済学                         | 22位/68  | 24位/68  | 19位/66  | 26位/67  |
| 地理学・環境学                 | 6位/72   | 14位/75  | 23位/76  | 10位/78  |
| 図書館情報学                   | 2位/9    | 2位/9    | 2位/9    | 2位/10   |
| コミュニケーション・メディア学 | 5位/91   | 3位/91   | 3位/89   | 2位/87   |
| 都市計画造園学                 | 2位/30   | 3位/27   | 2位/25   | 4位/26   |
| 法律学                         | 30位/95  | 30位/95  | 32位/91  | 29位/89  |
| ビジネス学                     | 22位/117 | 23位/117 | 22位/112 | 25位/105 |
| 政治学                         | 3位/71   | 2位/71   | 2位/70   | 3位/69   |
| 社会学                         | 15位/86  | 17位/87  | 21位/87  | 16位/86  |
| 会計学                         | 26位/85  | 26位/77  | 28位/76  | 27位/76  |
| 社会政策学                     | 16位/39  | 17位/36  | 10位/36  | 6位/38   |
| 社会労働学                     | 6位/76   | 6位/76   | 5位/74   | 1位/72   |

## キャンパス

### メインキャンパス
シェフィールド大学はいわゆるキャンパス・ユニバーシティではなく、建物がひとつの場所に集中していない。しかし殆どの建物はそれぞれ近くに立地している。大学の中心は、シェフィールド市街中心地から西に1.6キロのところにあり、そこには大学関係の建物が1.6キロに渡り連なっている。この近辺はシェフィールド・ステューデント・ユニオン（University of Sheffield Students' Union）（ユニバーシティハウスの隣）やオクタゴンセンター(Octagon Centre)、ファース・コート(Firth Court)、ジオグラフィー&プランニング・ビルディング、アルフレッド・デニー・ビルディング（ナチュラルサイエンスと小規模なミュージアムがある）、デイントン&リチャードロバーツ・ビルディング（化学）、ヒックス・ビルディング（数学・物理）がある。図書館とアーツ・タワーもこのメインキャンパスに位置する。アーツ・タワーには数少ないヨーロッパのパターノスターエレベーターの一つがある。メインロード下のコンコースは生徒達が建物を行き来しやすいように出来ている。2007年にはインフォメーション・コモンズが新しい建物の間に開かれた。インフォメーション・コモンズは新しくできた図書館・コーヒーショップ・カフェであり、コンピューター設備やラウンジ、多目的スペースも整っている。

### セント・ジョージ St George's
東には、セント・ジョージキャンパスがあり、セント・ジョージ教会から名づけられた。（現在はレクチャーシアターや大学院生のための寮などがある）キャンパスはマッピンストリートの中ほどにあり、エンジニアリングやマネイジメント、コンピュータサイエンスのメインキャンパスとして利用されている。また、大学はターナーガラス美術館もこのキャンパスで管理している。大学は近年、ビクトリアン様式としても知られるJessop Hospital for Womenの建物とHSE の建物を吸収した。双方の建物は現在、現代語、歴史、英文学科用に改築中である。ロースクールはクルックスムーア・ビルディングからバルトロメハウスに2008年はじめに移転している。

### ウェスト・オブ・メインキャンパス West of the main campus
さらに西に行くとCrookesmoorにウェストンパーク、ウェストンパーク美術館、ハロルドCantorギャラリー、スポーツ施設があり、ロイヤルハラムシャー病院には医学部がある。

### 学生寮 Student accommodation
さらに西の方には大学の学生寮がある。タプトンホールやエンドクリフ・スチューデント・ビレッジ（いくつかのアパートメントブロックにわけられ、ハリファックス、スティーブンソンホール、新しく作られたバーゲージ、ステイナージ、ハウデン、フロガット、ヤーンクリフ、ダーウェント、そして大学が所有するプライベートハウスを含む）がある。ブルームヒルにある音楽学部もこのエリアをベースにしている。1200のベッドを所有する新しい学生寮がランムーア・ステューデント・ビレッジに建てられた。ランムーア近くには家族向けのフラット（ショア・コート）もある。

### Manversキャンパス Manvers campus
en:Manversキャンパスはロザラムとバーンズリーの間のWath-on-Dearneに位置していて看護関係の授業の多くがここで開講されている。

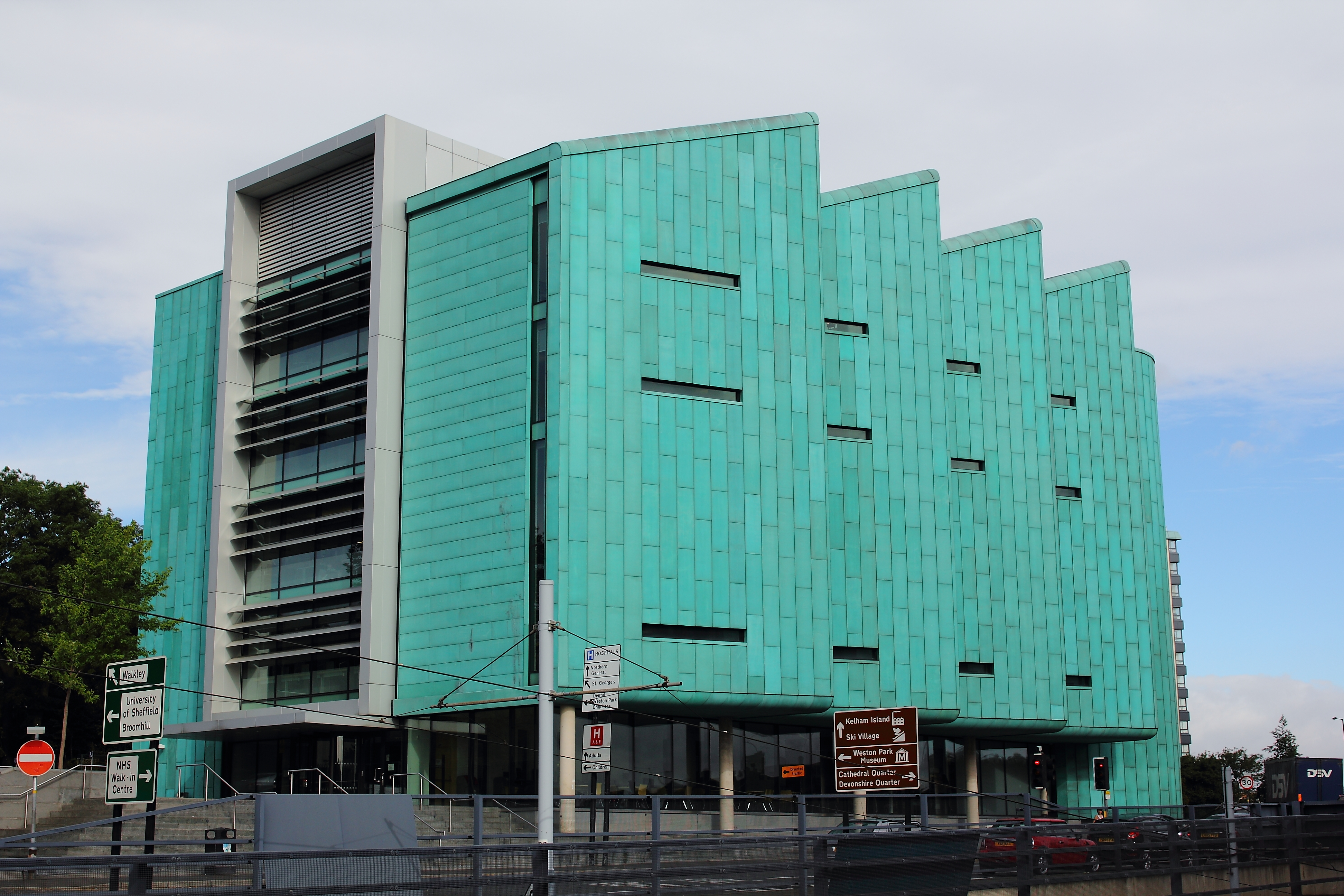
インフォメーション・コモンズ（Information Commons）
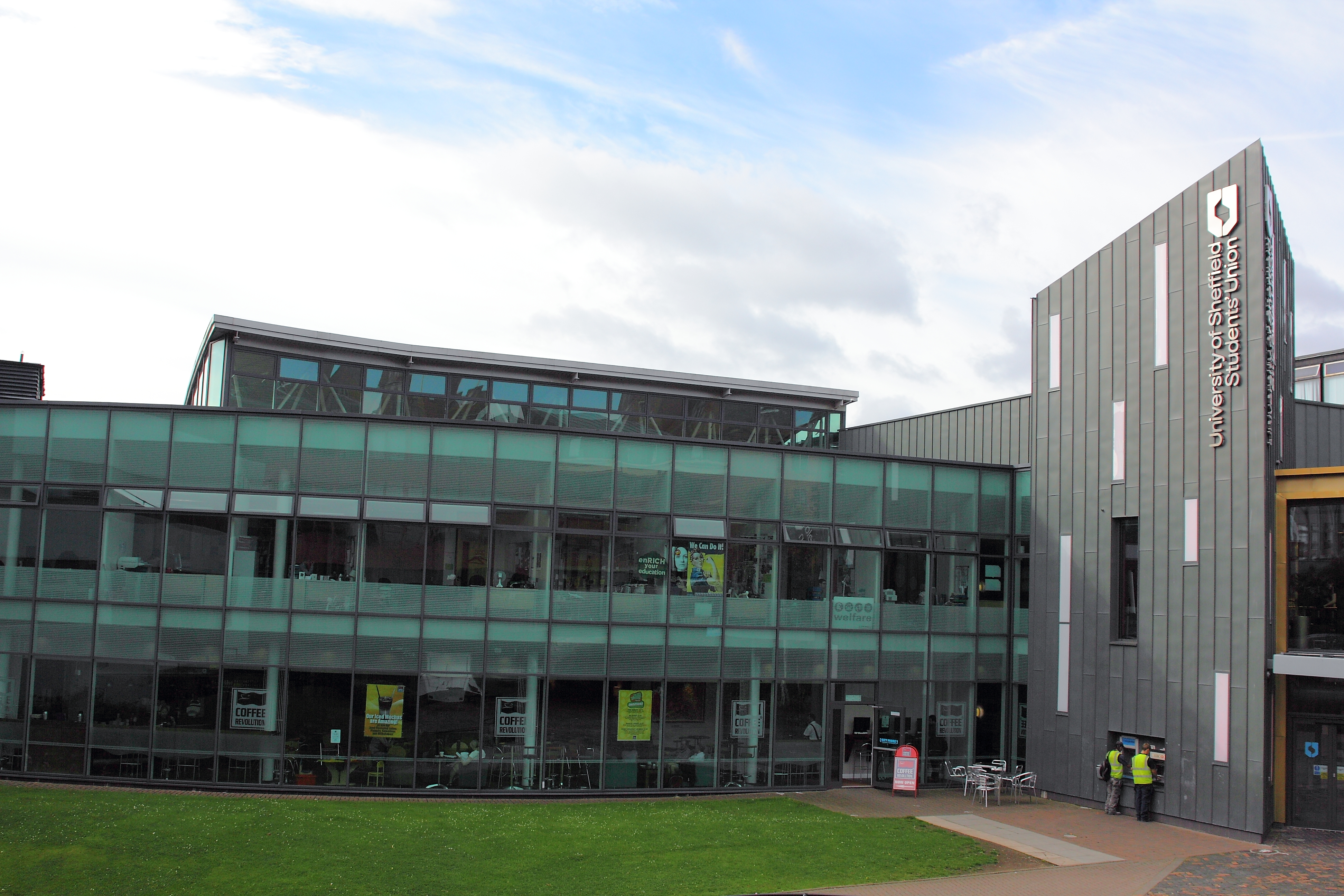
スチューデント・ユニオン（Student Union）
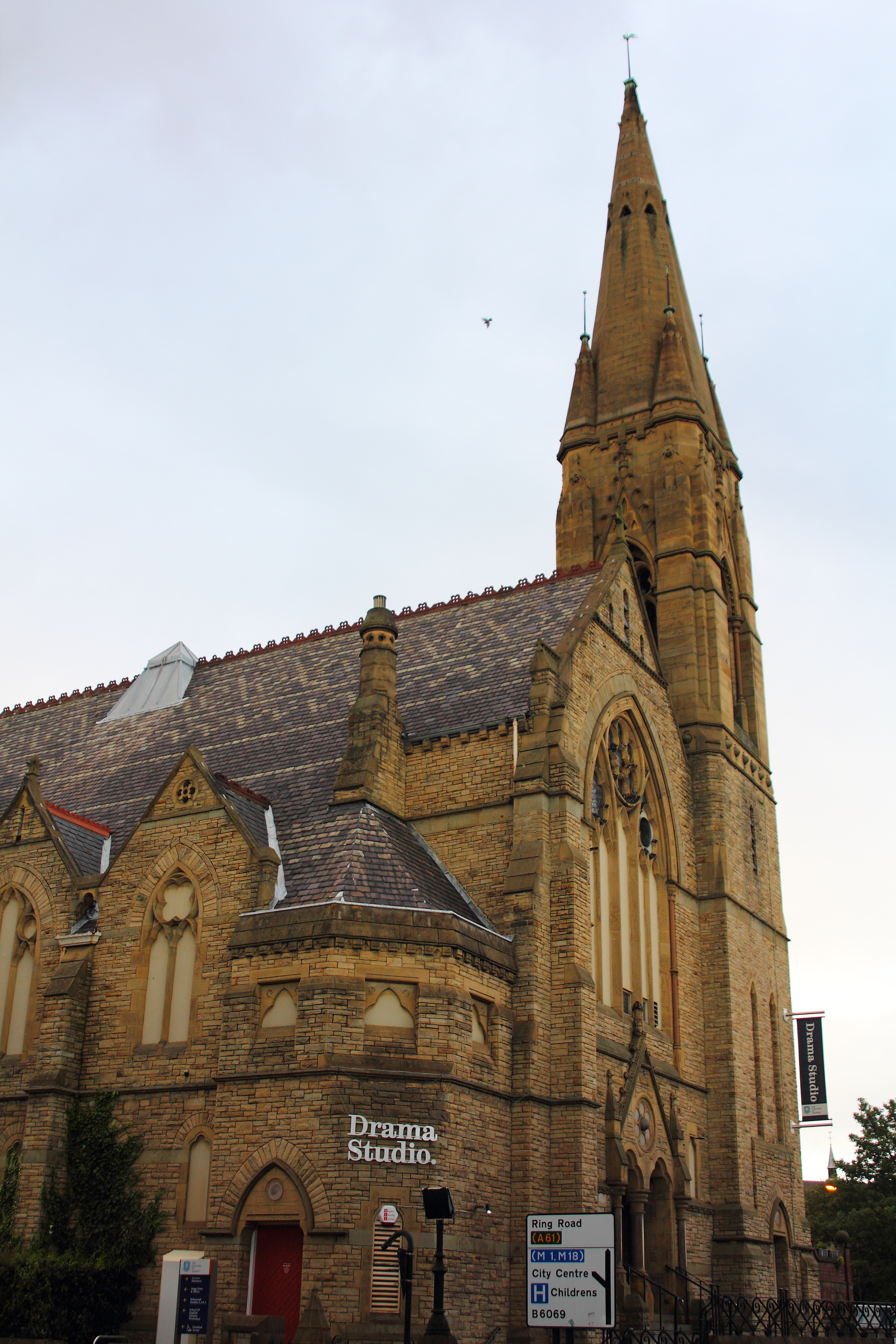
ドラマ・スタジオ（Drama Studio）
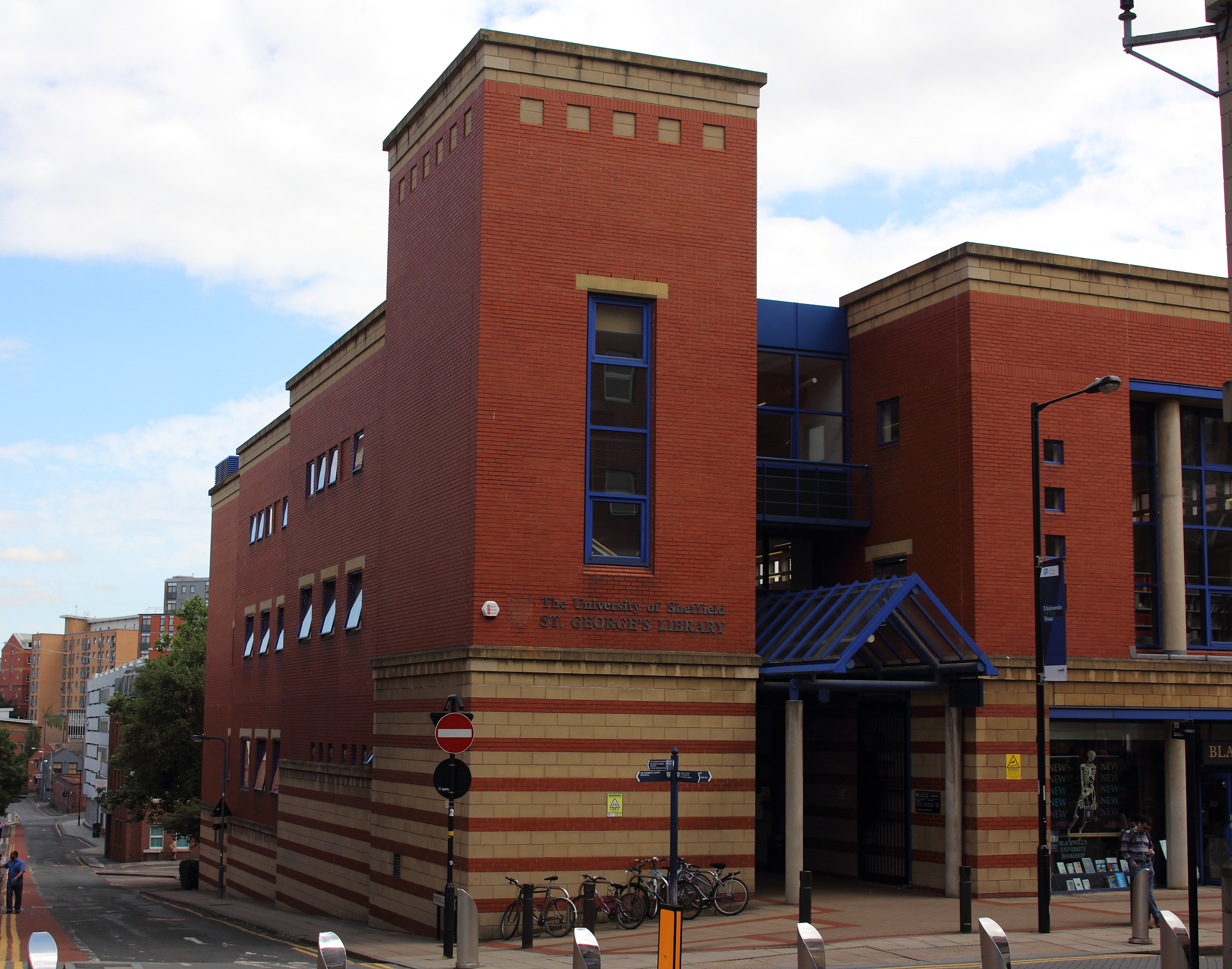
セント・ジョージ図書館（St. George Library）
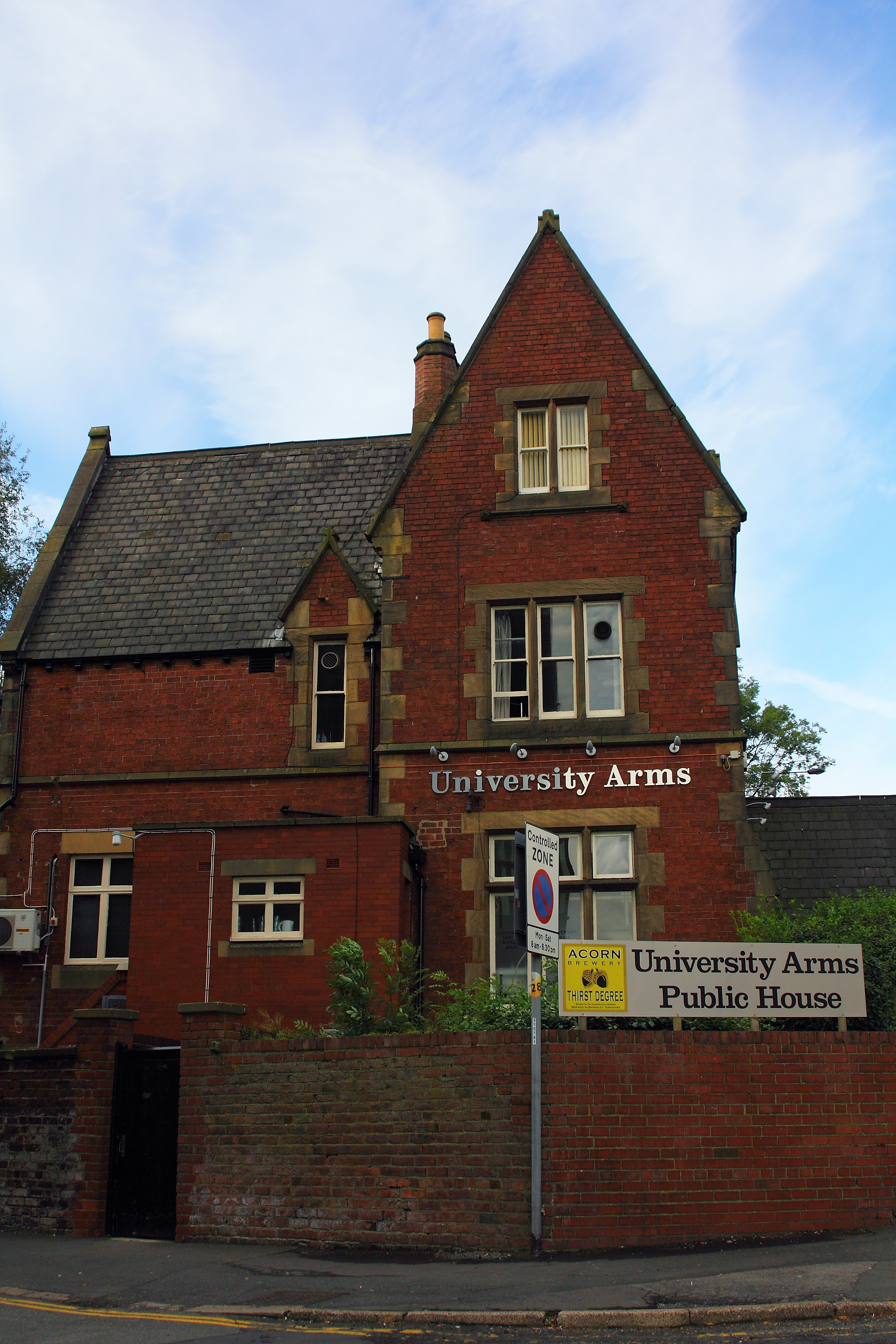
ユニバーシティ・アームズ（University Arms）
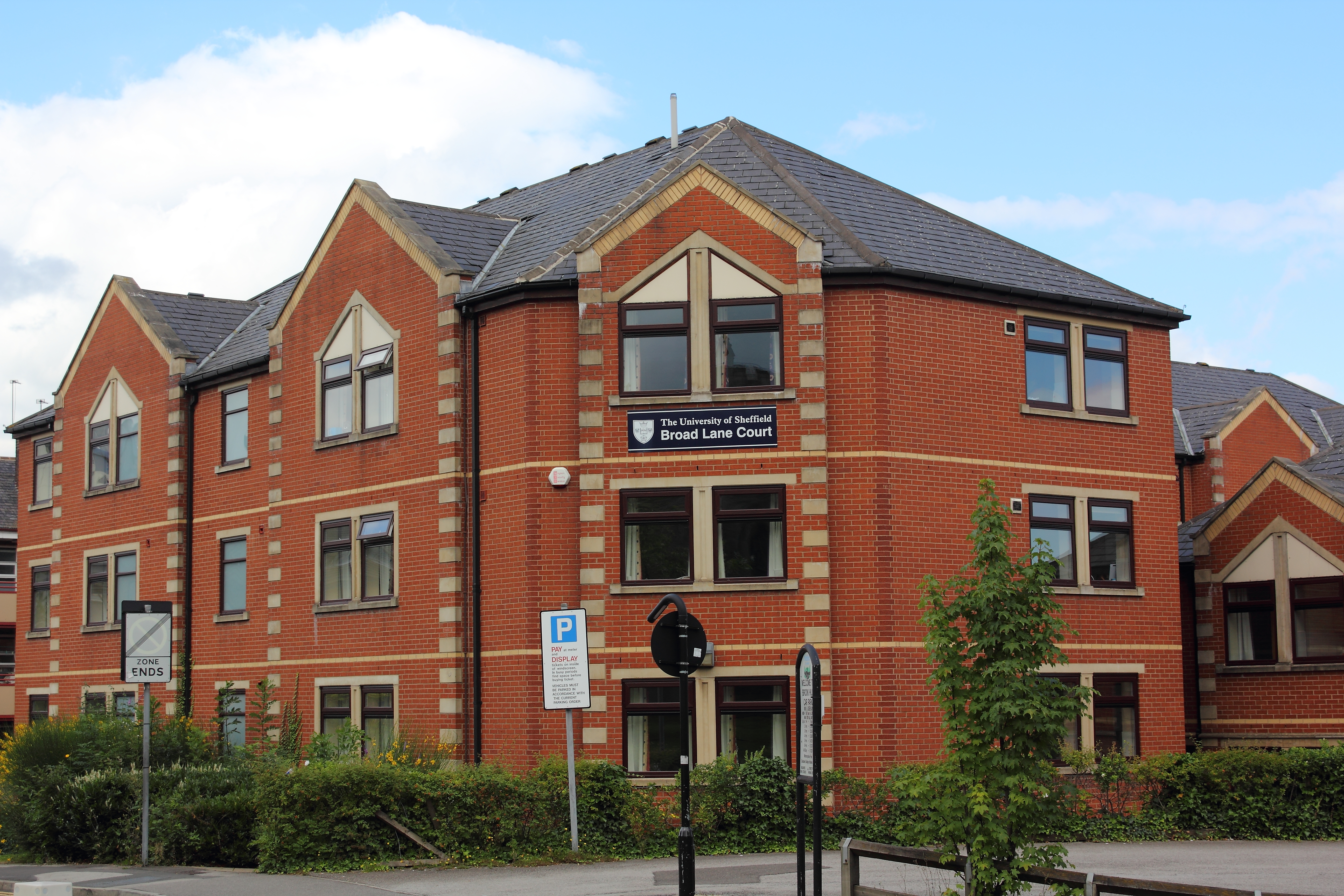
ブロード・レーン・コート・フラット（Broad Lane Court Flats）
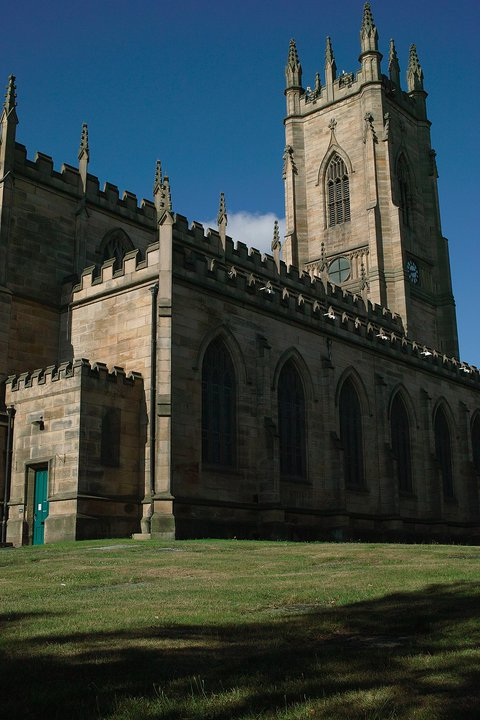
セント・ジョージ・チャーチ（St.George Church）講堂兼学生寮
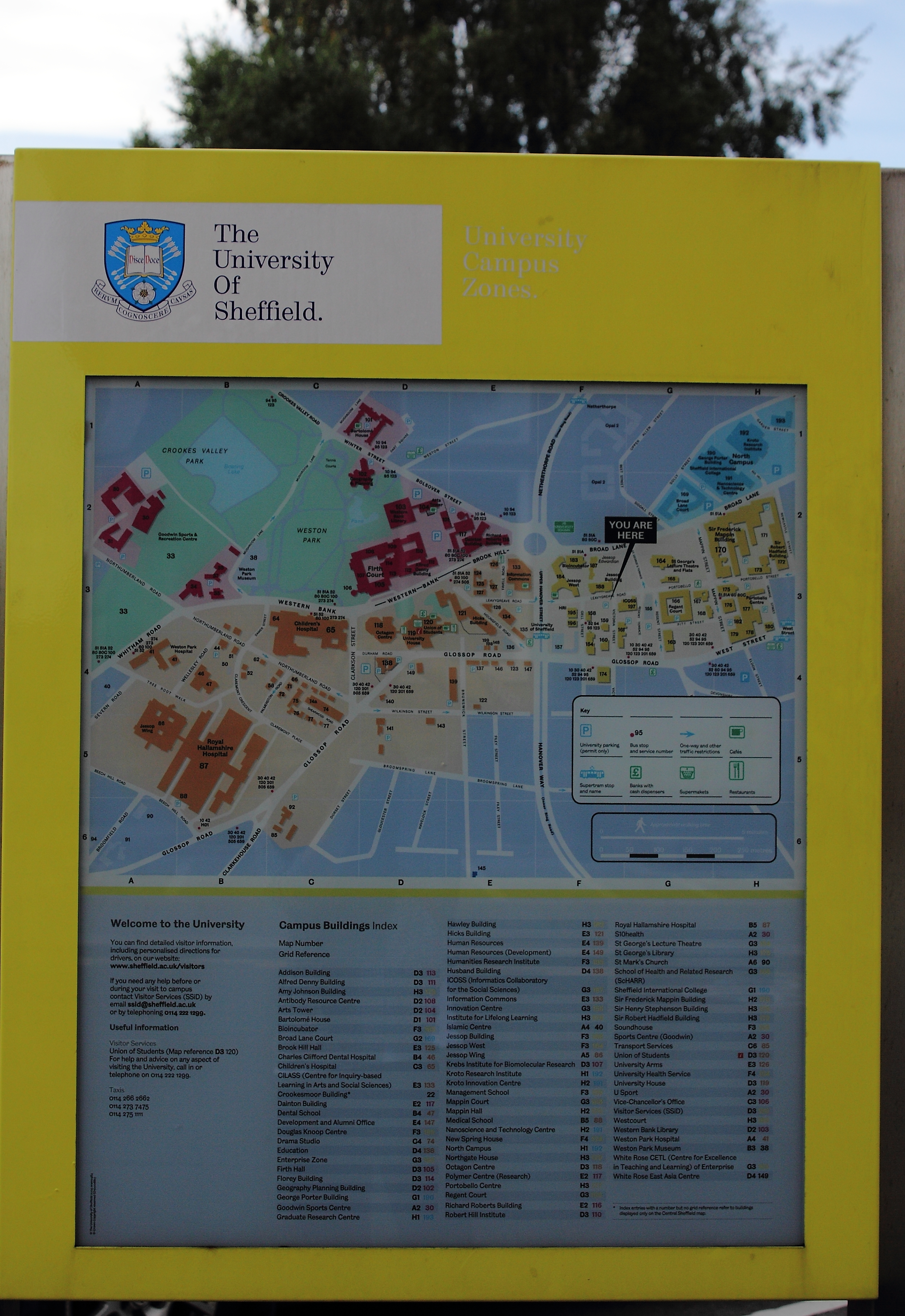
キャンパス内に設置されている地図

## 組織
大学は5つの学部 及び国際学部をギリシア(Greece)のテッサロニキ(Thessaloniki)に設置している。
- 人文科学部 Faculty of Arts and Humanities
  - 考古学科 Archaeology
  - 聖書学科 Biblical Studies
  - 英語学科 School of English
  - フランス語学科 French
  - ドイツ語学科 Germanic Studies
  - ヒスパニック語学科 Hispanic Studies
  - 歴史学科 History
  - 現代語学センター Modern Languages Teaching Centre
  - 音楽学科 Music
  - 哲学科 Philosophy
  - ロシア語及びスロバキア語学科 Russian & Slavonic Studies

- 工学部 Faculty of Engineering
  - 航空工学科 Aerospace Engineering
  - 制御システム工学科 Automatic Control and Systems Engineering
  - 生物工学科 Bioengineering
  - 化学生物工学科 Chemical and Biological Engineering
  - 土木構造工学科 Civil and Structural Engineering
  - コンピューター科学科 Computer Science
  - 電子電気工学科 Electronic and Electrical Engineering
  - 材料工学科 Materials Science and Engineering
  - 機械工学科 Mechanical Engineering

- 医歯看学部 Faculty of Medicine, Dentistry and Health
  - 循環器学科 Cardiovascular Science
  - 歯学科 School of Dentistry
  - 人間コミュニケーション科学科 Human Communication Sciences
  - 人体物質代謝学 Human Metabolism
  - 感染症・免疫学科 Infection and Immunity
  - 医学科 Medical School
  - 神経学科 Neuroscience
  - 看護助産学科 School of Nursing and Midwifery
  - 腫瘍学 Oncology
  - 健康学科 School of Health and Related Research (ScHARR)

- 自然科学部 Faculty of Pure Science
  - 動植物学科 Animal and Plant Sciences
  - 数学統計学科 School of Mathematics and Statistics
  - 生体医学科 Biomedical Science
  - 化学科 Chemistry
  - 分子生理・バイオテクノロジー学科 Molecular Biology and Biotechnology
  - 物理・天文学 Physics and Astronomy
  - 心理学 Psychology

- 社会科学部 Faculty of Social Sciences
  - 建築学科 Architecture
  - 東アジア研究学科 East Asian Studies
  - 経済学科 Economics
  - 教育学科 Educational Studies
  - 地理学科 Geography
  - 情報学科 The Information School
  - ジャーナリズム学科 Journalism Studies
  - ランドスケープ学科 Landscape
  - 法律学科 Law
  - マネジメント学科 Management School
  - 政治学科 Politics
  - 社会学科 Sociological Studies
  - 都市・地域計画学 Town and Regional Planning

- 国際学部 International Faculty - City College, Thessaloniki
  - 経営経済学科 Business Administration & Economics
  - コンピューター学科 Computer Science
  - 心理学科 Psychology
  - 人文科学科 Humanities and Social Sciences
  - 幹部教育センター Executive Education Centre

また、英国最大級の英語センター（English Language Teaching Centre, ELTC）を擁し、毎年約3000人の学生をサポートしている。

## スポーツ・サークル・伝統
シェフィールド市を拠点とする2大学、シェフィールド大学とシェフィールド・ハラム大学は毎年バーシティと呼ばれるスポーツ競技会（26競技）を共催している。

## 主な出身者

### 学術分野
- ハロルド・クロトー - 化学者、1996年ノーベル化学賞受賞
- ハンス・コーンバーグ - 生化学者
- リチャード・ロバーツ - 生化学者・分子生物学者、1993年ノーベル生理学・医学賞受賞
- ジョナサン・ルイス - 政治学者、一橋大学教授
- 施光恒 - 政治学者、九州大学教授
- アンドリュー・メロウ – 認知科学者、大阪工業大学情報科学部准教授

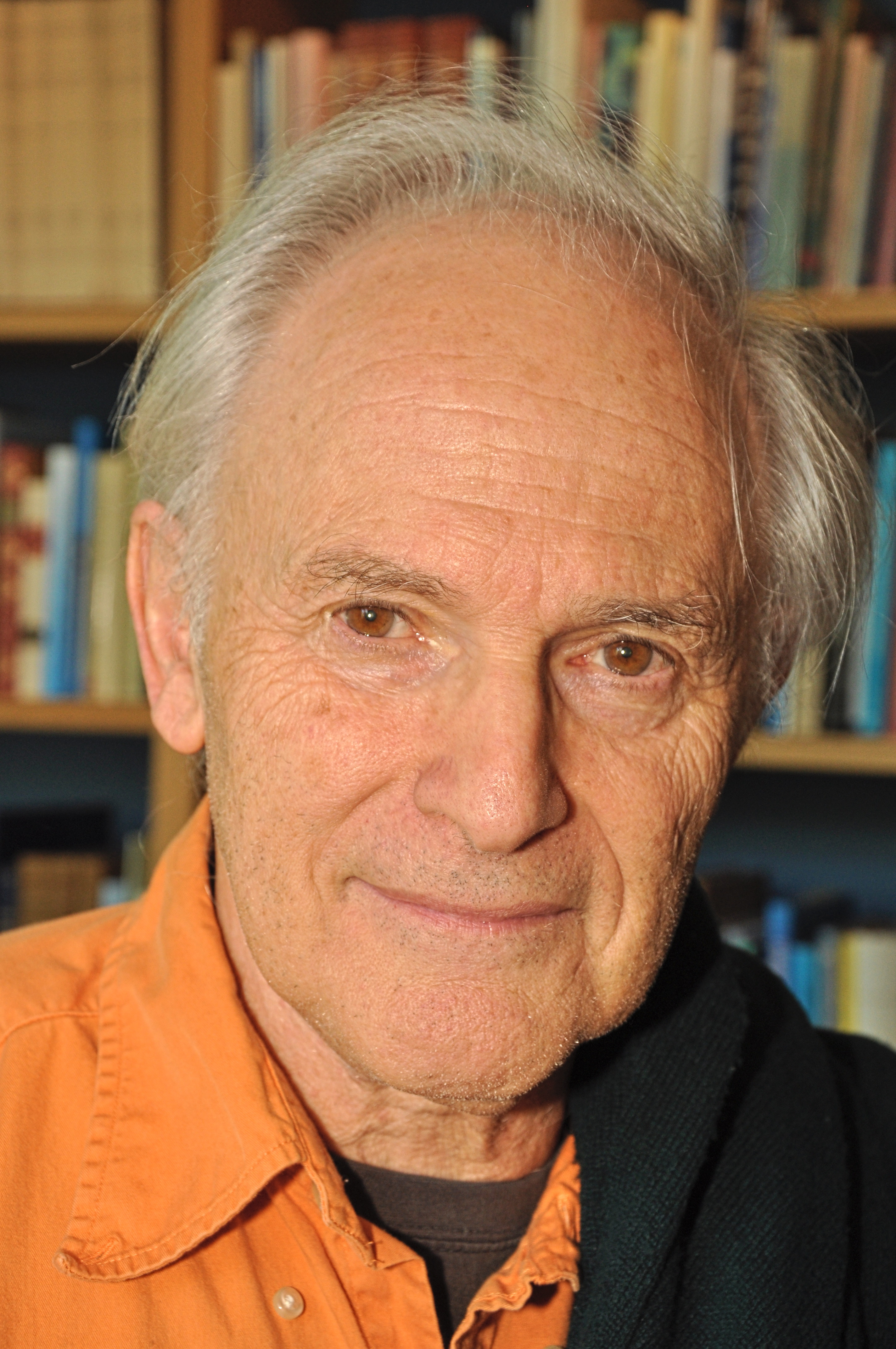
ハロルド・クロトー
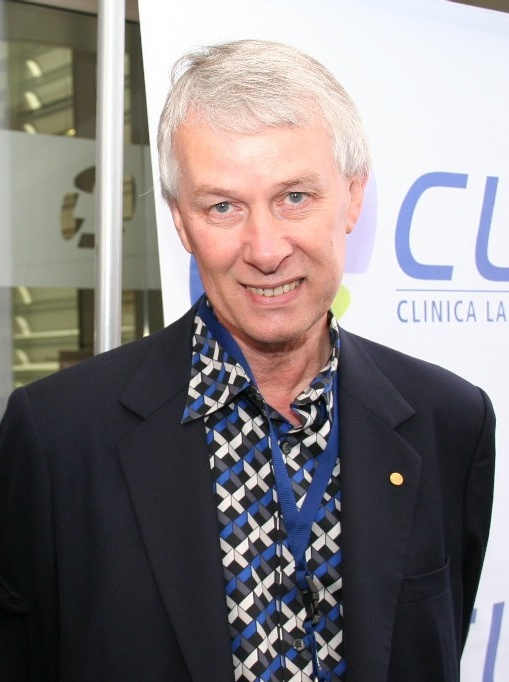
リチャード・ロバーツ

### 財界
- ジム・オニール - 経済学者。BRICsの提唱者。
- 唐鈺 - 英国勅許公認会計士（ACCA）

### 著述家
- リー・チャイルド - 推理小説家[34]
- ジョアン・ハリス - 作家
- ヒラリー・マンテル - 作家、ブッカー賞を2度受賞[34]

### メディア・芸術
- スティーブン・ダルドリー - 演出家、映画監督
- エディ・イザード - コメディアン、俳優
- レイチェル・シェリー - 女優

### 探検家
- エミー・ジョンソン - パイロット、女性として初めてイギリスからオーストラリアへ飛行[34]
- ヘレン・シャーマン - イギリス人初の宇宙飛行士[35]

### 政治家
- ニコラス・リヴァプール - ドミニカ国大統領
- 鍾士元 - 香港の政治家・実業家

### スポーツ選手
- ジェシカ・エニス＝ヒル - 七種競技選手、2012年ロンドンオリンピック金メダリスト
- ジェイミー・スティーブンソン - オリエンテーリング選手、2003年・2008年世界選手権金メダリスト

## 主な研究者
- アンジェラ・カーター - 作家
- バーナード・クリック - 政治学者
- チャールズ・エリオット - 外交官
- ウィリアム・エンプソン - 文学批評家、詩人
- ハワード・フローリー - 生理学者、1945年ノーベル生理学・医学賞受賞
- アンドリュー・ギャンブル - 政治学者
- ジョアン・ハリス - 作家
- イアン・カーショー - 歴史家
- ハンス・クレブス - 生化学者、医師、1953年ノーベル生理学・医学賞受賞
- ジョージ・ポーター - 化学者、1967年ノーベル化学賞受賞
- コリン・レンフルー - 考古学者
- フレイザー・ストッダート - 化学者、2016年ノーベル化学賞受賞
- スティーヴン・スティッチ - 哲学者

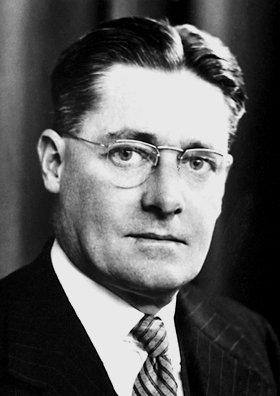
ハワード・フローリー
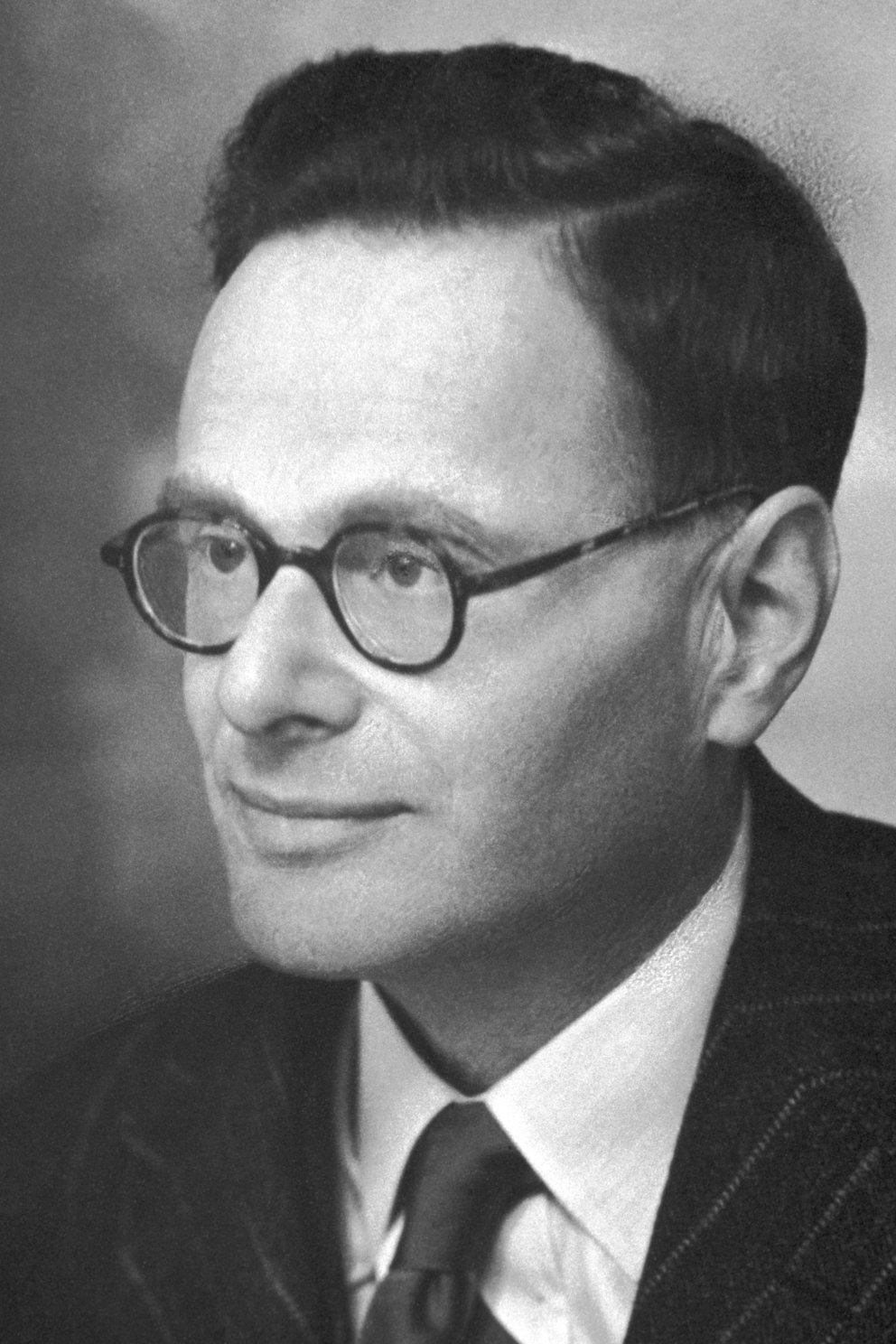
ハンス・クレブス
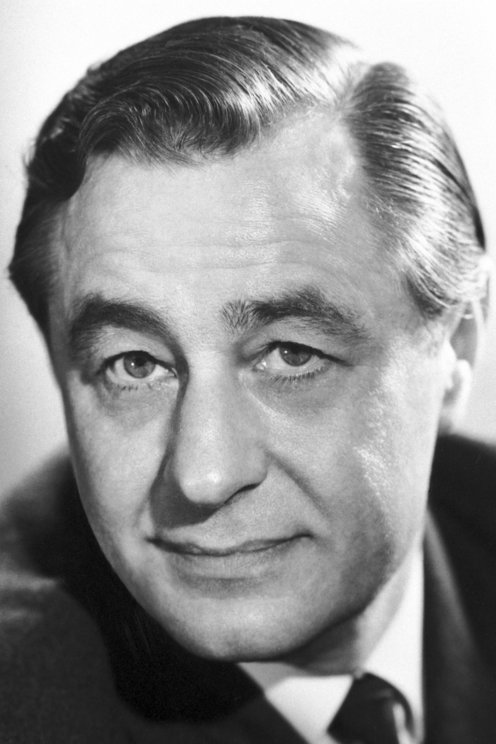
ジョージ・ポーター
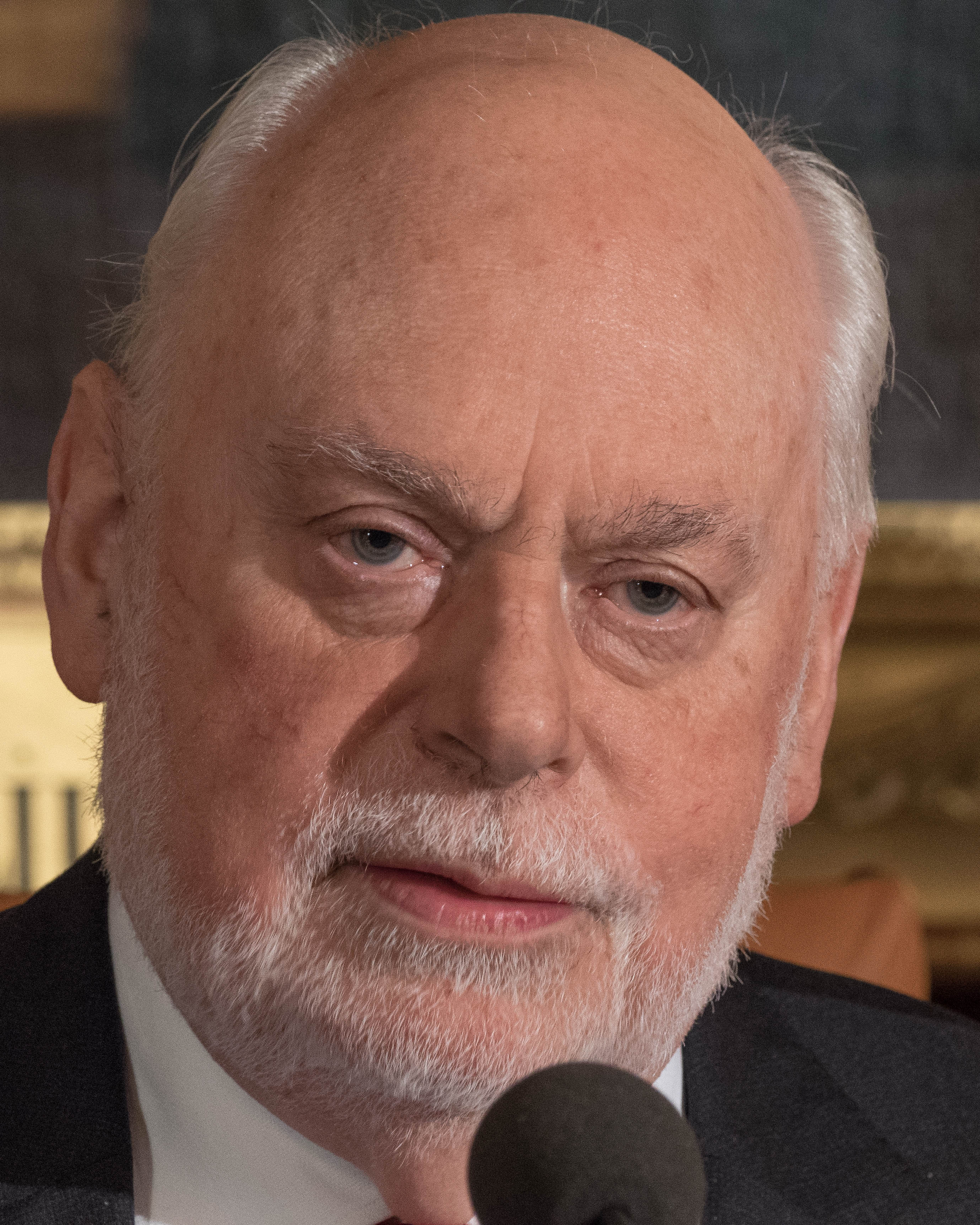
フレイザー・ストッダート

### 公式サイト

#### 英語
- シェフィールド大学

#### 日本語
| - 概要 - シェフィールド - キャンパス | - 施設 - 留学生サポート - 寮 | - 授業料と奨学 - 出願の手続き - お問い合わせ |

### その他
- シェフィールド大学 - BEO社（日本語）